# Siouxsie and the Banshees
Siouxsie and the Banshees (pronúncia ˈsuːzi æn ðə ˈbænʃiːz) foi uma banda inglesa de rock formada em Londres em 1976 por Siouxsie Sioux (vocalista) e Steven Severin (baixista). O grupo foi considerado um dos pioneiros do pós-punk. Sua música evoluiu constantemente ao longo de seus vinte anos de existência. A banda se separou em 1996. Entre seus principais sucessos destacam-se as canções "Hong Kong Garden", "Happy House", "Christine", "Spellbound", "Cities in Dust", "Peek-a-Boo" e "Kiss Them for Me".
A música de Siouxsie and the Banshees foi muito influente. Bandas como Joy Division, The Cure, Depeche Mode, The Smiths, Massive Attack, Radiohead, e PJ Harvey, os citaram como referências.

## História

### Formação (1976 - 1977)
A primeira apresentação com a formação original, foi no punk Festival, em 20 de setembro de 1976, no 100 Club, em Londres. A banda tocou somente uma versão de cerca de vinte minutos de The Lord’s Prayer. A formação de então era: Siouxsie Sioux nasceu como Susan Ballion (vocal), Steven Severin (baixo) a banda também incluía Sid Vicious (bateria) e Marco Pirroni (guitarra). Desde então, Siouxsie e Severin passaram a liderar a banda.
No início de 1977, Kenny Morris tornou-se o baterista. A formação tornou-se estável em julho de 1977, quando o grupo chamou John McKay, um guitarrista autodidata que se distinguiu com um jogo de guitarra original.

### The ScreameJoin Hands(1978 - 1979)
O primeiro single, "Hong Kong Garden", com uma melodia oriental tocada em um xilofone, foi lançado em 1978 pela Polydor. Alcançou logo o Top 10 britânico. No mesmo ano, lançam o primeiro álbum, The Scream, um álbum ainda no gênero pós-punk que foi aclamado pela crítica britânica.
Em 1979 lançaram Join Hands, um álbum mais escuro do que o anterior. Nesse disco ela volta o olhos para todo o horror das guerras, da dor, indo desde o sentimento dos soldados até o tempo dentro das trincheiras e toda a vida, os momentos sombrios e doloridos. Essa visão principalmente foi influenciada pelo conflito no Irã e também pela Primeira Guerra Mundial. Quatro estátuas de soldados são mostrados na capa.
Morris e McKay saíram da banda e foram substituídos na excursão do segundo álbum pelo baterista Budgie (ex-The Slits) e guitarrista Robert Smith, líder do The Cure. Robert Smith ajuda o grupo durante 5 semanas antes de encontrar um novo guitarrista.

### Kaleidoscope,JujueA kiss In The Dreamshouse(1980 - 1982)
Em 1980, o terceiro álbum foi lançado: Kaleidoscope, que contou com a participação do guitarrista John McGeoch (ex-Magazine). Apresenta composições mais pop e mais brilhantes, e teve uma boa aceitação por parte do público. Este chegou a número cinco no UK Albums Chart e foi aclamado pela crítica. "Happy House" e "Christine" emplacaram nas paradas inglesas.A banda experimentando novas estruturas em algumas canções, incorporando música ambiente sobre "Lunar Camel" e influências eletrônicas para "Red Light". Após o lançamento deste álbum, a banda saiu em sua primeira turnê pelos Estados Unidos.
Durante 1981 a banda completou passeios longos do Reino Unido durante a gravação do próximo disco de estúdio, Juju. O álbum foi lançado em Junho de 1981, pouco depois do single "Spellbound". O single traz novamente estridente McGeoch ritmos violão e levar linhas de guitarra melodia com saltos de largura. Juju alcançou o número sete nas paradas do Reino Unido. No mesmo ano, Siouxsie e Budgie criaram um segundo grupo, The Creatures, para tocar músicas baseadas mais em percussão e lançaram um primeiro EP  Wild Things .
 A Kiss in the Dreamhouse , de 1982, é um disco com cores psicodélicas. Este álbum está imerso em um universo onírico, o grupo incorpora pela primeira vez instrumentos de corda em certas faixas como "Obsession" e "SLowdive". “A Kiss in the Dreamhouse” recebeu grande aclamação em seu país. McGeogh deixou a banda quando o álbum foi lançado.

### NocturneeHyaena(1983 - 1984)
Foi aí que Robert Smith retornou ao Siouxsie and the Banshees. Em 1983 gravaram Nocturne, álbum duplo e ao vivo gravado durante um show no Royal Albert Hall, em Londres.
Após uma parada para dar vida aos projetos paralelos de Budgie e Siouxsie, The Creatures com o álbum Feast, bem como o de Severin e Smith, The Glove, a banda voltou em 1984 lançando o álbum Hyaena. Logo após o lançamento deste álbum, Smith deixou a banda.
A vida seguiu para a banda em mais uma substituição de membros: o guitarrista John Carruthers Valentine (ex-Clock DVA) entrou para o lugar de Smith.

### TinderboxeThrough the Looking Glass(1985 - 1987)
O novo álbum só veio em 1986, Tinderbox, trazendo o maior sucesso da banda: "Cities In Dust", uma canção que fala sobre a explosão do vulcão Vesúvio em Pompeia, Itália, foi a primeira música da banda a atingir o Top 100 Americano. A banda também fez uma participação no filme Out Of Bounds - Chuva de Chumbo cantando essa canção.
Essa também foi uma época difícil para a banda. Siouxsie brigava frequentemente com Budgie por causa de ciúmes, chegando a chutar uma janela de vidro. Além de machucar um nervo das costas, Siouxsie também chegou a deslocar o joelho durante um show da turnê realizada em 1985. Toda essa onda de brigas e contusões acabou por azedar o clima na banda.
O próximo álbum não demorou muito para ser lançado. Through the Looking Glass, de 1987, é um álbum só de covers que funcionou para que a banda respirasse um pouco e o ar carregado fosse desfeito. Se destacam nesse trabalho as faixas "Hall of Mirrors" do Kraftwerk, "The Passenger" de Iggy Pop e "Little Johnny Jewel" do Television. A saída de algum membro após o lançamento de um novo álbum voltou a se tornar rotina: foi a vez de John Carruthers deixar o grupo.

### PeepshoweSuperstition(1988 - 1992)
Entram para a banda o tecladista Martin McCarrick e o guitarrista Jon Klein, substituindo John Carruthers.
Uma nova sonoridade se iniciou no grupo de forma gradativa. Aos poucos, a banda adotaria cada vez mais um som pop nos singles e também inclui climas escuros no álbum Peepshow. "Peek-a-boo", primeira música da banda a entrar na parada de singles americana, também assustou os fãs mais radicais por ser quase um hip-hop e rock experimental. Após o lançamento do Peepshow, a banda entrou em hiato. Siouxsie e Budgie aproveitaram este período para gravar um novo álbum do The Creatures, Boomerang, um disco que teve uma recepção brilhante na imprensa inglesa.
Em 1991 voltaram com um álbum que têm raízes no pop, Superstition, álbum produzido por Stephen Hague, que chegou a entrar na Billboard. O single "Kiss Them For Me" foi inspirado pelo atriz Jayne Mansfield. Superstition mostrava bem as novas tendências do grupo trazendo faixas dançantes e um toque eletrônico. Também em 1991, a banda se apresentou na primeira edição do festival Lollapalooza, como segundo titular.
Em 1992 lançada a canção "Face to Face", escrita para o filme Batman, O Retorno, a pedido de Tim Burton.

### The RaptureO Fim (1993 - 1996)
O último álbum da banda veio em 1995, The Rapture, produzido pelo ex-Velvet Underground, John Cale. O lançamento foi seguido por uma grande turnê mundial.
A banda anuncia sua separação em 1996 durante uma conferência de imprensa intitulada "vinte minutos em vinte anos".

### Anos 2000 - presente
Siouxsie e Budgie continuam com seu segundo e agora só grupo, The Creatures. Eles gravaram dois álbuns Anima Animus em 1999 e "Hai!" alguns anos depois. Severin desenvolveu alguns projetos solo como a trilha sonora do filme Visions of Ecstacy além de participações em outras bandas.
A banda ressurgiu para uma breve aparição em abril de 2002, em Londres, quando a banda fez uma pequena turnê intitulada Seven Year Itch tour, que contou com a seguinte formação: Siouxsie Sioux, o  baixista Steven Severin, o Budgie na bateria e guitarrista Knox Chandler (ex-Psychedelic Furs).
O nome da turnê faz alusão aos sete anos de separação da banda, e teve como fruto o lançamento simultâneo de um CD e um DVD, com gravações ao vivo. O CD também intitulado The Seven Year Itch, traz quatorze músicas retiradas do mesmo show. As gravações foram feitas durante show no The Shepherds Bush Empire, em Julho de 2002, em Londres.
Apesar do sucesso da turnê que contou com bilheteria esgotada em todas as apresentações, a reunião da banda era mesmo passageira. Em 2006 o grupo lançou Voices on the Air: The Peel Sessions, uma compilação reunindo todas as gravações tocadas ao vivo para a rádio bbc feitas entre 1977 e 1986. No ano de 2009, Siouxsie e Budgie, que estavam casados desde 1991, se divorciaram. Siouxsie agora cantava solo cercada por outros músicos, ela lançou o álbum Mantaray em 2007.
Em outubro de 2014, os últimos quatro álbuns de estúdio foram relançados em versões remasterizadas. A cantora e seu ex-baixista concebeu um cd chamado It's a Wondeful Life uma vida maravilhosa para a revista mensal Mojo, emitida em 30 de setembro, com Siouxsie na capa. Neste CD, o par honrado diversos compositores de música para cinema e da música clássica que os haviam inspirado.
Em 2018, reedições em vinil de seus onze álbuns de estúdio se destacam masterizados de ¼ "trilhas sonoras. The Rapture é lançado em vinil duplo pela primeira vez pela Polydor, assim como Superstition, cujo lado D tem um padrão gravado no vinil.
Em 2022, Siouxsie supervision uma nova compilação de 10 faixas, All Souls, apresentava uma seleção de singles, faixas de álbuns e b-sides All Souls lançada em vinil preto e também em vinil laranja.
Em outubro de 2023, The Rapture será relançado em vinil duplo turquesa translúcido para o Dia Nacional do Álbum.
En 2024, en abril se lanzó una edición doble en vinilo del álbum en vivo Nocturne de 1983.
Em outubro de 2024, Através do Espelho foi relançado em vinil cristalino com nova arte apresentando uma capa com efeito de espelho, através de retalhistas online.
Em maio de 2025, John McKay lançou o seu primeiro álbum a solo, Sixes And Sevens, em vinil e CD; o álbum inclui canções gravadas entre 1980 e 1989. Algumas das faixas produzidas em 1980 com Kenny Morris na bateria deram um vislumbre da direcção que os Banshees teriam tomado se McKay se tivesse mantido na banda.  Uma edição limitada enviada de Espanha pela Tiny Global Productions está disponível no site de McKay com um CD bónus incluindo uma gravação de "People Phobia" — a primeira versão de "Hong Kong Garden" apresentada por McKay à banda antes de começarem a trabalhar nela.

## Legado
Os Banshees influenciaram uma série de bandas de rock na carreira, incluindo Radiohead, U2 e The Smiths, o guitarrista Johnny Marr declarou que John McGeoch sobre Juju de Siouxsie and the Banshees foi uma influência. Artistas como Tricky, Massive Attack e LCD Soundsystem frequentemente mencionam Siouxsie and the Banshees como uma das suas principais influências.

## Discografia
- 1978 - The Scream
- 1979 - Join Hands
- 1980 - Kaleidoscope
- 1981 - Juju
- 1982 - A Kiss in the Dreamhouse
- 1983 - Nocturne (álbum e dvd Live Londres 1983)
- 1984 - Hyaena
- 1986 - Tinderbox
- 1987 - Through the Looking Glass
- 1988 - Peepshow
- 1991 - Superstition
- 1995 - The Rapture
- 2002 - The Best of Siouxsie and the Banshees
- 2003 - The Seven Year Itch (álbum e dvd Live Londres 2002)
- 2004 - Downside Up  (box set de b-sides e raridades)
- 2006 - Voices on the Air: The Peel Sessions
- 2009 - At The BBC (box set de 3 live cds e dvd)
- 2015 - Spellbound - The Collection
- 2022 - All Souls